# Supaul (Distrikt)
Der Distrikt Supaul (Hindi सुपौल जिला, Urdu سپول ضلع) ist ein Distrikt im indischen Bundesstaat Bihar. Sitz der Verwaltung ist die Stadt Supaul.

## Geographie und Klima
Der Distrikt liegt im Norden Bihars an der Grenze zu Nepal. Die angrenzenden Distrikte sind Araria im Osten, Madhepura und Saharsa im Süden, sowie Madhubani im Westen. Der Distrikt gehört zur Ganges-Tiefebene im weiteren Sinne. Hauptfluss ist der Kosi, ein linksseitiger Nebenfluss des Ganges, der im Westen des Distrikts in südwestliche Richtung fließt. Die durch den Kosi und seine zahlreichen Flussarme verursachten häufigen Überschwemmungen und die in der Vergangenheit häufig wechselnden Flussläufe haben die Topographie des Distrikts geprägt und auch dazu geführt, dass trotz lange zurückreichender Kulturgeschichte kaum historische Baudenkmäler erhalten sind.
Die Temperaturen erreichen in den Monaten Dezember und Januar mit 8 bis 25 °C ein Minimum und in den Monaten April bis Juni mit 23 bis 38 °C ein Maximum. Der Jahresniederschlag liegt bei 1404 mm, wobei 80 bis 90 % davon zwischen Mitte Juni und Mitte Oktober niedergehen. Es besteht eine erhebliche Variation zwischen den Jahren. Beispielhaft variierte der Jahresniederschlag zwischen 1991 und 2009 zwischen minimal 669 mm (2006) und maximal 1794 mm (1999).

## Geschichte
Supaul wurde am 14. März 1991 zu einem Distrikt, als er von Saharsa getrennt wurde. Der Distrikt wurde aus den ehemaligen Subdivisionen Supaul und Birpur von Saharsa gebildet.

## Bevölkerung
Die Einwohnerzahl lag bei der Volkszählung bei 2.229.076. Die Bevölkerungswachstumsrate im Zeitraum von 2001 bis 2011 war mit 28,66 % sehr hoch. Supaul wies ein Geschlechterverhältnis von 922 Frauen pro 1000 Männer und damit einen deutlichen Männerüberschuss auf. Der Distrikt hatte im Jahr 2011 eine Alphabetisierungsrate von 57,67 %, was einer Steigerung um knapp 11 Prozentpunkte gegenüber dem Jahr 2001 entsprach. Die Alphabetisierung lag damit unter dem Durchschnitt Bihars (61,8 %) und deutlich unter dem nationalen Durchschnitt (74,0 %). Knapp 81 % der Bevölkerung waren Hindus und ca. 18 % Muslime.
Lediglich 4,7 % der Bevölkerung lebten in Städten. Die drei größten städtischen Siedlungen waren Nirmali (20.189 Einwohner, Nagar Panchayat), Birpur (19.932, Nagar Panchayat) und Supaul (65.437, Nagar Parishad).

## Wirtschaft
Der Distrikt ist landwirtschaftlich geprägt. Während der Rabi-Saison werden vorwiegend Weizen, Reis, Mais, Acker-Senf und Sorghumhirse (Jowar) angebaut und während der Kharif-Saison überwiegend Reis. Ansonsten werden über das ganze Jahr verschiedene Gemüse kultiviert.